# Leucania zachii
Leucania zachii là một loài bướm đêm trong họ Noctuidae.